# Agersø Sund
Agersø Sund är ett sund i Smålandsfarvandet i Danmark. Det ligger i Region Själland, i den sydöstra delen av landet, 100 km sydväst om Köpenhamn. Sundet ligger mellan ön Agersø och halvön Stigsnæs på Själland. Det förbinder Smålandsfarvandet med Stora Bält.
Den del av sundet som formar en vik på norra delen av Agersø kallas Bøgevig.